# Gustavo Óscar Zanchetta
Gustavo Óscar Zanchetta, né le 28 février 1964, est un prélat argentin de l'Église catholique, évêque d'Orán de 2013 à 2017.
En 2022, il est reconnu coupable d'agressions sexuelles et condamné à quatre ans et demi de prison.

## Biographie
Le 23 juillet 2013, François le nomme à la tête du diocèse d'Orán, à 1 700 kilomètres de Buenos Aires. Il est ordonné comme tel le 19 août 2013 par Andrés Stanovnik (en). Il démissionne du diocèse le 1er août 2017
En 2017, le pape le désigne comme assesseur au sein de l’Administration du patrimoine du siège apostolique, qui gère le patrimoine immobilier du Vatican. Il démissionne de cette fonction en octobre 2021.
Selon le site d'informations italien Dagospia (it), pape François serait un confesseur de Zanchetta et l'aurait traité comme un fils spirituel.

## Agressions sexuelles
En 2015, l'une des secrétaires de Zanchetta déclare avoir trouvé des images sexuellement explicites sur le téléphone portable de l'évêque, dont certaines représentant des « jeunes » ayant des relations sexuelles et des images obscènes de Zanchetta. Le pape François convoque Zanchetta à Rome en octobre 2015. Il accepte les explications de Zanchetta qui affirme que son portable a été piraté.
En mai 2019, Le pape François déclare, après avoir lu les résultats de l'enquête préliminaire, qu'un « procès était nécessaire contre l'évêque Gustavo Oscar Zanchetta ».
Le 8 juin 2019, les procureurs argentins accusent Zanchetta d'avoir abusé sexuellement de deux séminaristes alors qu'il était évêque d'Orán. Il est alors sommé de se soumettre à un examen psychiatrique, de remettre son passeport et d'établir une résidence en Argentine. Le 28 août 2019, à la suite de pressions du Vatican et d'Edgar Peña, l'interdiction de voyager de Zanchetta est levée et il retourne à Rome.
Gustavo Oscar Zanchetta est jugé en février 2022 au tribunal d'Orán et reconnu coupable d’agressions sexuelles sur deux séminaristes entre 2016 et 2017. Il est condamné à 4 ans et demi de prison. À la suite de cela, le pape diligente « une enquête canonique contre les clercs et séminaristes ayant déposé contre l'évêque Zanchetta, enquête confiée… à l'avocat canonique de Gustavo Zanchetta, Javier Belda Iniesta ». En février 2025, la cour d'appel de Salta confirme la peine de prison de Zanchetta.
Zanchetta passe 4 mois en prison, puis est autorisé à purger sa peine dans un monastère argentin. En novembre 2024, il reçoit l'autorisation de se rendre à Rome pour raisons de santé, où son séjour se prolonge sans que les journalistes ne l'aperçoivent sur place. Ce n'est qu'après l'élection de Léon XIV que Zanchetta retourne en Argentine, où il aurait demandé la suspension conditionnelle de sa peine.